# معدلات مرتبطة
في حساب التفاضل مسائل المعدلات المرتبطة هي المسائل التي تبحث إيجاد معدل تغير مجهول لكمية ما عن طريق ربط هذه الكمية بكميات أخرى معدل تغيرها معلوم، عادة ما تكون معدلات التغير منسوبة إلى الزمن وفي هذه الحالة تسمى المعدلات الزمنية المرتبطة.

## إجراءات الحل
تتلخص إجراءات الحل لمسائل المعدلات المرتبطة في تتبع الآتي:
1. تحديد المتغيرات المعلومة، ومعدلات التغير المعلومة والمطلوب حسابها.
2. رسم توضيحي بسيط للمسألة مع توضيح البيانات على الرسم.
3. إيجاد معادلة أو علاقة تربط الكميات المعلومة بالكميات التي يراد حساب معدلات تغيرها.
4. إجراء عملية التفاضل لطرفي المعادلة أو العلاقة بالنسبة للزمن (أو أي معدل تغير آخر بحسب المسألة).
5. التعويض بالقيم المعلومة للكميات ومعدلات تغيرها في المعادلة التفاضلية.
6. حل المعادلة لإيجاد معدل التغير المطلوب.

يجب أخذ إشارة معدلات التغير في الاعتبار، بحيث تُعطَى لمعدلات التغير التي تتغير بالزيادة إشارة موجبة، بينما المعدلات التي تتغير بالنقصان فتُعطَى إشارة سالبة.
مثال:
1. إذا قلنا أن درجة حرارة قطعة معدنية (T) «تزداد» بمعدل 2 درجة مئوية/الثانية فهذا يعني أن درجة حرارة القطعة المعدنية تزداد بمقدار درجتين مئويتين في الثانية الواحدة ويكون معدل التغير dT/dt=+2 °C/sec.
2. إذا كان مستوى الماء داخل خزان «ينخفض» بمعدل 1 مم/الدقيقة فإن هذا يعني أن ارتفاع الماء (h) يقل بمعدل 1مم لكل دقيقة ويكون معدل التغير dh/dt=-1mm/min.

## مثال
كرة جوفاء طولا نصفي قطريها الداخلي والخارجي في أي لحظة هما {\displaystyle r_{1}} و{\displaystyle r_{2}} على الترتيب. فإذا كان طول نصف قطرها الداخلي يزداد بمعدل {\displaystyle 1cm/sec}، أوجد معدل تغير طول نصف قطرها الخارجي حيث يظل حجم مادة الكرة ثابتاً وذلك عند اللحظة التي يكون فيها {\displaystyle r_{1}=3cm} و{\displaystyle r_{2}=9cm}.
الخطوة الأولى والثانية

{\displaystyle r_{1}=3cm}

{\displaystyle r_{2}=9cm}

{\displaystyle {\frac {dr_{1}}{dt}}=+1cm/sec}

{\displaystyle {\frac {dV}{dt}}=0}

{\displaystyle {\frac {dr_{2}}{dt}}=?}
الخطوة الثالثة

حجم مادة الكرة (V) = الحجم الخارجي للكرة ({\displaystyle V_{2}}) - حجم التجويف ({\displaystyle V_{1}})

{\displaystyle \!V={\frac {4}{3}}\pi [r_{2}^{3}-r_{1}^{3}]}
الخطوة الرابعة

بتفاضل طرفي المعادلة بالنسبة للزمن (t)

{\displaystyle {\frac {dV}{dt}}={\frac {4}{3}}\pi [3r_{2}^{2}{\frac {dr_{2}}{dt}}-3r_{1}^{2}{\frac {dr_{1}}{dt}}]}
الخطوة الخامسة والسادسة

{\displaystyle {\frac {dV}{dt}}=4\pi [(9)^{2}{\frac {dr_{2}}{dt}}-(3)^{2}(+1)]=0}

{\displaystyle {\frac {dr_{2}}{dt}}=({\frac {3}{9}})^{2}=+{\frac {1}{9}}cm/sec}

لاحظ أن الإشارة الموجبة تعني أن نصف القطر الخارجي «يزداد» بمعدل {\displaystyle {\frac {1}{9}}} سنتيمتر لكل ثانية.